# Авшар
Авшар (вірм. Ավշար) — село в марзі Арарат, у центрі Вірменії. Село розташоване на трасі Єреван — Степанакерт, на залізниці Єреван — Єрасх, за 4 км на північний захід від міста Арарата, за 3 км на північний захід від села Ноякерт та за 2 км на південний схід від села Айгаван.